# 高遐齡
高 遐齡（こう かれい）は、清朝の官吏。本籍は中国江蘇。吏員出身の胡炯は1760年（乾隆25年）より趙栄寿に代わり、台湾の台北地区にて八里坌巡検（大台北地区の地方長官）の職を務めた。